# Gerhard Demmrich
Gerhard Demmrich (ur. 1915) – wschodnioniemiecki konstruktor i kierowca wyścigowy.

## Kariera
W 1950 roku uczestniczył napędzanym silnikiem BMW samochodem GD A1 w mistrzostwach NRD klasy Kleinstrennwagen. Nie zdobył jednak wówczas żadnego punktu. W 1952 roku zadebiutował GD A15 we Wschodnioniemieckiej Formule 3. Zdobył wówczas szóste miejsce w klasyfikacji generalnej, natomiast rok później był czwarty. W sezonie 1954 używał samochodu GD A2, którym zdobył tytuł wicemistrzowski. Zrezygnował ze ścigania po 1955 roku.

## Wyniki we Wschodnioniemieckiej Formule 3
| Legenda oznaczeń w tabelach wyników Wyświetl szablon na nowej stronie | Legenda oznaczeń w tabelach wyników Wyświetl szablon na nowej stronie                                                                     |
| Oznaczenie                                                            | Wyjaśnienie |
| --------------------------------------------------------------------- | --- |
| Złoty                                                                 | Zwycięzca lub mistrzostwo |
| Srebrny                                                               | 2. miejsce lub wicemistrzostwo |
| Brązowy                                                               | 3. miejsce lub II wicemistrzostwo |
| Zielony                                                               | Ukończył, punktował (w klasyfikacji generalnej, gdy zdobył co najmniej jeden punkt na przestrzeni sezonu, poza trzema powyższymi opcjami) |
| Niebieski                                                             | Ukończył, nie punktował (w klasyfikacji generalnej, gdy nie zdobył co najmniej jednego punktu na przestrzeni sezonu)                      |
| Czerwony                                                              | Nie zakwalifikował się (NZ) |
| Czerwony                                                              | Nie prekwalifikował się (NPK) |
| Różowy                                                                | Nie ukończył (NU) |
| Różowy                                                                | Niesklasyfikowany (NS) (w klasyfikacji generalnej, gdy nie został sklasyfikowany w żadnym wyścigu sezonu)                                 |
| Czarny                                                                | Zdyskwalifikowany (DK) |
| Czarny                                                                | Wykluczony (WYK/EX) |
| Biały                                                                 | Nie wystartował (NW) |
| Biały                                                                 | Kontuzjowany (K/INJ) |
| Biały                                                                 | Wyścig odwołany (OD/C) |
| Bez koloru                                                            | Został wycofany (WYC/WD) |
| Bez koloru                                                            | Nie przybył (NP/DNA) |
| Bez koloru                                                            | Nie brał udziału w treningach (NT/DNP) |
| Bez koloru                                                            | Nie został zgłoszony (–) |
| Pogrubienie                                                           | Start z pole position |
| Kursywa                                                               | Najszybsze okrążenie wyścigu |
| †                                                                     | Nie ukończył, ale jego rezultat został zaliczony ze względu na przejechanie więcej niż 90% dystansu wyścigu.                              |
| *                                                                     | Sezon w trakcie |
| 1/2/3                                                                 | Punktowana pozycja w sprincie kwalifikacyjnym                                                                                             |
| Lista systemów punktacji Formuły 1                                    | |

| Rok  | Zespół            | Samochód | Silnik | Wyniki w poszczególnych eliminacjach | Wyniki w poszczególnych eliminacjach | Wyniki w poszczególnych eliminacjach | Wyniki w poszczególnych eliminacjach | Wyniki w poszczególnych eliminacjach | Pkt. | Msc. |
| ---- | ----------------- | -------- | ------ | ------------------------------------ | ------------------------------------ | ------------------------------------ | ------------------------------------ | ------------------------------------ | ---- | ---- |
| 1952 |                   |          |        |                                      |                                      |                                      |                                      |                                      | 2    | 6    |
| 1952 | BSG Einheit Greiz | GD A15   | BMW    | -                                    | -                                    | NU                                   | 5                                    |                                      | 2    | 6    |
| 1953 |                   |          |        |                                      |                                      |                                      |                                      |                                      | 11   | 4    |
| 1953 | BSG Einheit Greiz | GD A15   | BMW    | ?                                    | ?                                    | 3                                    | ?                                    | 4                                    | 11   | 4    |
| 1954 |                   |          |        |                                      |                                      |                                      |                                      |                                      | 10   | 2    |
| 1954 | BSG Einheit Greiz | GD A2    | BMW    | NU                                   | 3                                    | 5                                    | 6                                    |                                      | 10   | 2    |
| 1955 |                   |          |        |                                      |                                      |                                      |                                      |                                      | 0    | NS   |
| 1955 | BSG Einheit Greiz | GD A2    | BMW    | 5                                    | ?                                    | ?                                    | -                                    |                                      | 0    | NS   |